# Mortal Kombat 4
Mortal Kombat 4 es el séptimo videojuego de la saga Mortal Kombat, lanzado para Arcade en 1997 también para Nintendo 64, PlayStation, PC y Game Boy Color en 1998 de manos de Midway Games.
Fue el primer juego en adaptarse enteramente a las nuevas tecnologías que utilizaban los juegos más exitosos de aquel momento: Tekken y Virtua Fighter. Previamente a MK4, Midway hizo su primera incursión a la lucha 3D con War Gods, juego que servía como experimento a la nueva entrega de MK. A pesar de que ese juego no triunfó, la prueba resultó positiva para Midway y se dispusieron a trabajar en MK4.
El juego disponía de unos novedoso modelado, de escenarios interactivos y hasta de un novedoso modo de lucha de armas. Pero la jugabilidad, a pesar de todos los avances tecnológicos que supuso este nuevo capítulo de MK, se ejecutaba igual que los anteriores juegos, lo que hizo que su tiempo de vida no fuera muy amplio.
El juego poseía tres revisiones previas las cuales eran:
- En la primera revisión, cuando los personajes se encontraban en la batalla final combatían en un escenario completamente oscuro, las secuencias finales eran bidimensionales.
- En la segunda revisión, se incluyó a los personajes clásicos de anteriores juegos, como Jax y Johnny Cage, en cada uno de los finales Liu Kang moría en las secuencias.
- En la tercera revisión, se coloca a Noob Saibot como personaje oculto y los finales poseían subtítulos.
- Este juego incluía una secuencia única de "Continuación", donde los personajes caían a un pozo tras perder una pelea. El jugador tenía 10 segundos para reanudar. Si decidía no continuar o se le acababa el tiempo, su personaje era empalado por unas púas en el fondo del pozo.

## Elementos del juego
- Combos: El sistema incluía una barra que presentaba el número de golpes dados, con ello se incluyó el sistema de combos infinitos.
- Poderes: Se aplicó un mayor número de arsenal y movimientos más llamativos, a la vez se incluían en la barra de combos como golpes y se mandaban en direcciones múltiples.
- Saludo: Antes de empezar la pelea los peleadores hacen un saludo ceremonial.
- Armas: Eran un implemento que cada peleador poseía, se desenfundaba y jugaba con ellas, pero no están adheridos al jugador como otros elementos.
- Pantalla de presentación: La secuencia de entrada era en tercera dimensión.
- Daño máximo: Es el daño causado después de una combinación de golpes y de las armas.
- Finish: Muestra el modelo en tercera dimensión.
- Flawless Victory: El término se siguió aplicando.
- Modo Torneo: Poseía el mismo sistema del primer juego.
- Tablas del Destino: Columna donde se presentaban oponentes a los que se debía enfrentar para ganar el juego, se dividía en 5 niveles de dificultad: Novato, Principiante, Guerrero, Maestro y Maestro II.
- Fatality: Movimiento de remate por el cual se podía matar a su oponente de manera sangrienta, cada jugador poseía dos.
- Stage Fatality: Movimiento de remate por el cual uno podía hacer que el escenario mismo aniquilara al oponente. Cada Stage Fatality para cada personaje tiene una combinación distinta.
- Obstáculos: Son todas aquellos instrumentos que yacen en el suelo y que uno puede tomar para lanzar al oponente.
- Trajes: Cada personaje poseía un traje alternativo al suyo, con una combinación. Algunos llegaban a tener tres trajes.
- Marco de espejos: Poseía el mismo sistema del primer juego.
- Personajes ocultos: Personajes solo accesibles dependiendo con que personajes complete el juego.
- Sangre: Fluido que cada jugador hacía brotar a su oponente por cada golpe certero. Había tres clases: roja para los humanos, violeta para los androides y verde para los humanoides.
- Toasty: Grito que aparecía en el juego cuando Scorpion ejecutaba Fatality de Cráneo incendiario y cuando uno lanzaba un puño superior, era acompañado por el término 3D.
- Frosty: Grito que aparecía en el juego cuando Sub-Zero ejecutaba alguno de sus movimientos de congelación.
- Crispy: Grito que aparecía en el juego cuando el oponente moría tras una calcinación.
- Kombat Kodes: Seis dígitos que aparecían en la pantalla de versus y tras una combinación de ellos se obtenían batallas con personajes secretos, cambio de la modalidad del juego o frases, estos son los iconos de Mortal Kombat II. Los diez símbolos son: Logo del Dragón, Mortal Kombat, Mortal Kombat II, Mortal Kombat 3, Incógnita, Trueno, Raiden, Ying-Yang, Goro y Cráneo.
- Ultimate Kombat Kodes: Es la pantalla de bonus al finalizar el juego.
- Randper Kombat: Combate por el cual los personajes cambian al azar.
- Demostración suprema: Es la demostración de todos los fatalities de los personajes.
- Kombat Theater: Un menú especializado que muestra las biografías de cada uno de los personajes.

## Historia
Hace miles de años, hubo una batalla contra el dios ancestral conocido como Shinnok. Este fue el responsable de la desaparición y extinción de una civilización completa.
Shinnok significa una amenaza para Earthrealm, por ello Quan Chi intentó liberarlo de su prisión en la oscuridad y desolación del Netherrealm.
Ahora, después de la derrota de Shao Kahn a manos de los guerreros elegidos de la Tierra, Shinnok ha escapado a Earthrealm.
Una guerra está a punto de empezar de nuevo. Y esta vez dependerá de los mortales.'
Estas son las palabras de Raiden, dios del trueno, quien observa de lejos El Mundo de los Cielos.

## Personajes
Personajes de Mortal Kombat 4. Los personajes que hicieron su debut como personajes con jugabilidad en este juego, están en negrita.
Personajes
- Fujin
- Goro
- Jarek
- Jax Briggs
- Johnny Cage
- Kai
- Liu Kang
- Meat
- Noob Saibot
- Quan Chi
- Raiden
- Reiko
- Reptile
- Scorpion
- Shinnok
- Sonya Blade
- Sub-Zero
- Tanya

## Escenarios
- El Templo Shaolin (Shaolin Temple): Una habitación con brillos eternos, unos portones de madera que cubren las ventanas, símbolos de dragón de madera incrustados en las paredes, varias construcciones de rocas.
- El Bosque Viviente (Living Forest): Bosque oscuro con mucho follaje, los árboles que rodean la zona son petrificados y poseen los rostros de los productores.
- El Pozo de Hielo (Ice Pit): Unas paredes de piedra, maderos apilados a todo el contorno, una gran puerta de hierro, la nieve cubre el lugar, siempre permanece nevando. Cuando Sub-Zero ejecuta su Fatality de Cero absoluto la nieve se paraliza y se concentra en él.
- La Guarida de Reptile (Reptile's Lair): Un calabozo de piedra, portones de madera, ventanas con brillos verdosos, un gran ojo reptiliano en el centro, todo el escenario está rodeado por un mar de ácido. En los extremos, a través de una niebla verde se ven las siluetas de personas encadenadas, siendo bañadas con ácido.
- Los Dioses Ancestrales (Elder Gods): Un templo con el logo de dragón incrustado en piedra en la pared, en el plano hay varias formas geométricas, hay lámparas de fuego en cada extremo, lo más destacable es una pantalla con un inmenso rostro azul con ojos blancos, aquel rostro pertenece a los dioses ancestrales.
- La Tumba Mortal (The Tomb): Torre con símbolos de cráneos estampados en las paredes, un cielo rojizo con nubes oscuras, unos pilares rojos, hay varias piedras en el piso, está cubierto por piedra.
- La Prisión (The Prison): Un calabozo de metal, varias ventanas de fierro en los aeroductos, incrustaciones en el piso, un gran ventilador siempre girando. Un Stage Fatality por el cual sujetando al oponente de los brazos lo haces girar simultáneamente hasta lanzarlo y ver como es partido en pedazos por el ventilador.
- El Muro (The Well): Una arena de lucha, hay varios cráneos situados en el suelo, cráneos de los productores en las paredes. un portón con fuego rodeándote.
- La Prisión de Goro (Goro's Lair): Un calabozo, de fondo parece un pantano, paredes de piedra y miles de pasadizos oscuros y con huesos humanos esparcidos en el suelo y un esqueleto colgado por unos grilletes en el centro del campo. Un Stage Fatality se puede realizar en este escenario, el enemigo es lanzado hacia arriba donde unas estacas acabarán atravesándolo.
- El Mundo del Cielo (Wind World): Una arena de batalla, con una gran vista del cielo, incrustaciones de piedra, un gran monumento, al fondo hay una torre o castillo. Es sombrío, allí es donde habitan los dioses ancestrales.
- La Iglesia (The Church): Es una versión remasterizada de The Temple de Mortal Kombat 3. Se mantienen el altar, los vitrales y las galerías. Escenario exclusivo de Mortal Kombat Gold
- El Inframundo (The Hell): Es la sala del trono de Shinnok, un recinto amplio y sombrío, con vistas a los mares de lava similares a los de Scorpion's Lair. Escenario exclusivo de Mortal Kombat Gold
- La Cámara de las Almas (Soul Chamber): Versión remasterizada del escenario de Ultimate Mortal Kombat 3. Una caverna rodeada de Monjes Oscuros parados detrás de un muro de espinas, con una gran cabeza de piedra que emana un torbellino de almas verdes por la boca. Escenario exclusivo de Mortal Kombat Gold
- La Escalera (The Ladder): Es el área donde se encuentra el Choose your Destiny. Escenario exclusivo de Mortal Kombat Gold

## Versiones disponibles y sus diferencias
- Arcade: La versión más completa, no incluía a Goro como subjefe.
- PlayStation: En los finales de los personajes se muestran videos que presentan escenas de los últimos acontecimientos ocurridos en el juego. Poseía tiempos de carga. Incluían a Goro.
- Nintendo 64: En los finales de los personajes mostraba animaciones en tiempo real acompañadas de subtítulos. Contaba con mejores gráficos que la versión de Playstation, mostrando más polígonos en pantalla y antialiasing, y un mejor colorido. Incluían a Goro.
- PC: La versión más fiel a la Arcade.
- Game Boy Color: Una versión que hacía un uso limitado de las capacidades de esta consola, utilizando una corta paleta de colores y con una jugabilidad confusa e inferior al resto de las versiones.
- Sega Dreamcast: Esta versión cuenta con nuevos personajes provenientes de juegos anteriores como: Kitana, Mileena, Baraka, Kung Lao, Cyrax y Sektor. Incluye nuevos escenarios inspirados en los de Mortal Kombat 3. Las secuencias de video en tiempo real de los finales son sustituidas por videos CG.

## Recepción
En octubre del año 1998, Midway anunció los ingresos de las sedes locales gracias al lanzamiento de varios títulos, incluido Mortal Kombat 4. Al comienzo de su gira por las salas de juegos electrónicos, los noticiarios comentaron sobre la violencia del juego y expresaron su preocupación sobre cómo afectaría las personalidades de los jugadores; Ed Boon respondió que ya había juegos más violentos que Mortal Kombat 4, que era el más popular de los juegos violentos y, por lo tanto, el más destacado.
GameRankings le dio un promedio de 76.07% de 20 revisiones para la versión de Nintendo 64 del juego. Los puertos para PlayStation y PC recibieron promedios más pequeños, con la PlayStation obteniendo un 75.75% con 16 revisiones, y la PC 72.14% con 14 revisiones. Aunque varios revisores no lo encontraron más entretenido que los juegos anteriores, todavía elogiaron la jugabilidad. Por otro lado, la jugabilidad se decía que era muy similar a los títulos anteriores de Mortal Kombat. Se dice que los puertos de PlayStation y PC tienen mejoras respecto al juego de arcade porque tienen controles más receptivos y escenas de FMV exclusivas. Sin embargo, IGN mencionó que jugar en el puerto de PC se volvería "obsoleto" a menos que el jugador "tuviera una almohadilla extra y un amigo" y en la Revista Oficial de PlayStation del Reino Unido dijeron que el juego era "lo mismo de siempre con una nueva capa de píxeles Tediosa".
El puerto para Nintendo 64 recibió una respuesta positiva por ser fiel a la versión arcade, con GameSpot dándole un "Excelente" de 8.9 e IGN un "Excelente" de 8.8, aunque notaron que los gráficos no eran tan buenos como los de la sala de videojuegos. El juego ha recibido una respuesta positiva debido a los nuevos gráficos en 3D, la mejora de los combos, y cómo todos los personajes "siguen siendo tan cursi como siempre" y porque todavía tienen sus movimientos originales con algunas actualizaciones.
La versión de Game Boy Color recibió un promedio de solo 46.00% con 3 revisiones de GameRankings. Recibió malas críticas de publicaciones como GameSpot, cuyo editor, Jeff Gerstmann, le dio un 3.5 de 10 debido a lo diferente que es el juego de los otros puertos y la falta de respuesta de los controles. De manera similar, Peer Schneider de IGN criticó cuán limitado se había vuelto el juego en esta versión y que derrotar al oponente era relativamente más fácil. Le dio al juego una calificación de "Pobre" con 4.0 de 10.
En retrospectiva, GamesRadar criticó los finales para la versión de Nintendo 64 del juego usando una compilación de ellos como una broma de April Fool, etiquetándolos como hilarantes debido a su mala calidad. Mortal Kombat 4 fue clasificado como el tercer mejor juego de la pantalla de todos los tiempos según GamePro en 2009.